# ꬽ
Cette page contient des caractères spéciaux ou non latins. S’ils s’affichent mal (▯, ?, etc.), consultez la page d’aide Unicode.
ꬽ (uniquement en minuscule), appelé o gothique, est une lettre additionnelle de l’alphabet latin qui est utilisée dans la transcription phonétique de la collection « Beiträge zur schweizerdeutschen grammatik », en particulier dans le premier numéro de Jakob Vetsch (de).

## Utilisation
En 1910, dans Die Laute der Appenzeller Mundarten, Jakob Vetsch utilise le o gothique ‹ ꬽ › pour représenter une voyelle postérieure « mi-ouverte » entre la voyelle fermée représentée par ‹ o › et la voyelle ouverte représentée par ‹ ɔ ›.

## Représentations informatiques
Cette lettre peut être représenté avec les caractères Unicode (Latin étendu E) suivants :
| formes    | représentations | chaînes de caractères | points de code | descriptions                       |
| --------- | --------------- | --------------------- | -------------- | ---------------------------------- |
| minuscule | ꬽ               | ꬽ                     | U+AB3D         | lettre minuscule latine o gothique |